# Bukwica (województwo dolnośląskie)
Bukwica (niem. Buchenhang) – wieś w Polsce, w województwie dolnośląskim, w powiecie głogowskim, w gminie Żukowice.

## Nazwa
9 września 1947 r. ustalono polską nazwę miejscowości – Bukwica.

## Podział administracyjny
W latach 1975–1998 miejscowość należała administracyjnie do województwa legnickiego.

## Demografia
W roku 1933 w miejscowości mieszkały 354 osoby, a w roku 1939 – 357 osób.
Liczba mieszkańców miejscowości w poszczególnych latach:
| Rok  | Ilość mieszkańców |
| ---- | ----------------- |
| 1933 | 354               |
| 1939 | 357               |
| 1998 | 232               |
| 2002 | 254               |
| 2009 | 272               |
| 2011 | 278               |
| 2021 | 265               |